# П'єр де В'єль-Брід
П'єр де В'єль-Брід (фр. Pierre de Vieille-Bride; д/н — 1242/1243) — 17-й великий магістр ордену госпітальєрів у 1239/1240—1242/1243 роках.

## Життєпис
Походження достеменно невідоме, найпевніше походив з овернської шляхти, можливо з міста В'єй-Бріуд. Вважається, що замолоду перебрався до Палестини. Перша письмова згадка про нього відноситься до 1216 року. Тоді П'єр де В'єль-Брід був звичайним братчиком ордену госпітальєрів. У 1237—1239 роках обіймав посаду великого прецептора ордену.
Наприкінці 1239 або на початку 1240 року після смерті Бертрана де Кома обирається великим магістром. Брав участь разом з Теобальдом I, королем Наварри, у битві біля Гази, де хрестоносці зазнали поразки від Аль-Саліха Ісмаеля, султана Дамаску. Невдовзі разом з тамплієрами не підтримав намір короля щодо вторгнення до Єгипту. Втім госпітальєри підтримали наступного лідера хрестоносців — Річарду Плантагенету, графа Корнуолла, що 1241 року уклав мирну угоду з Єгиптом. після відбуття останнього до Англії тамплієри атакували госпітальєрів в Акрі. В цей час П'єр де В'єль-Брід обороняв замок Маргат від військ Ан-Насира Юсуфа, султана Алеппо.
Помер до 31 травня 1243 року, коли на цій посаді вже знаходився Вільгельм де Шатонеф. Разом з тим до початку XX століття була поширена думка, він загинув в битві при Газі 17 жовтня 1244 року. Також висувалася версія про смерть у 1251 році в Акрі. Всім цим відомостям суперечить епітафія П'єра де В'єль-Бріда, в якій датою смерті вказано 1242 рік.